# Raiders de Los Angeles
Cet article court présente un sujet plus développé dans : Raiders d'Oakland.

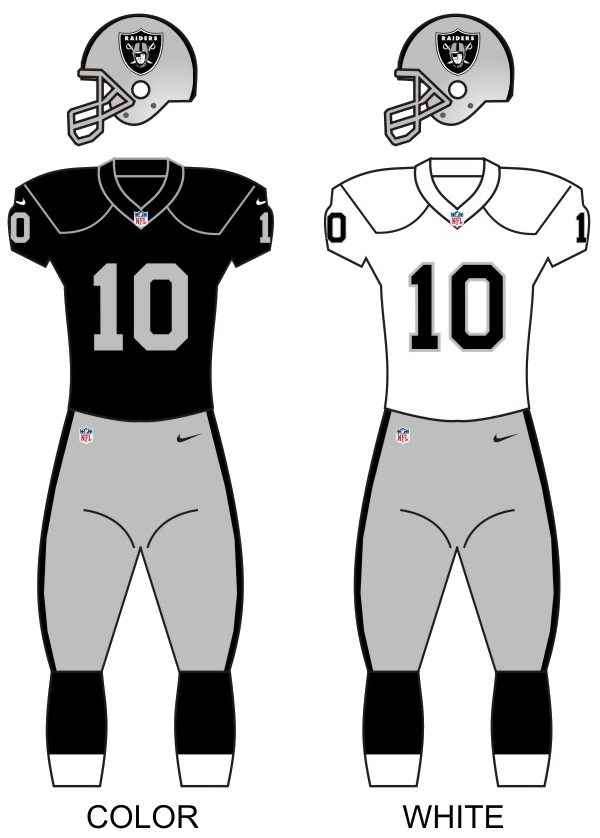
Présentation des maillots de l'équipe Les Raiders de Los Angeles

Les Raiders de Los Angeles (Los Angeles Raiders) était le nom que portait la franchise NFL des Raiders d'Oakland (Oakland Raiders) entre 1981 et 1995.